# Peter Penry-Jones
Peter Penry-Jones (20 de mayo de 1938 – 11 de marzo de 2009) fue un actor británico.

## Biografía
El 22 de septiembre de 1967 se casó con la actriz Angela Thorne, con quien tiene dos hijos, los actores Laurence Penry-Jones y Rupert Penry-Jones su hijo Rupert está casado con la actriz Dervla Kirwan con quien tiene dos hijos Florence y Peter.
Su muerte fue anunciada por su hijo Rupert en una aparición en Who Do You Think You Are? en agosto del 2010.

## Carrera
Sus participaciones en la televisión incluyen: Colditz, The Professionals, To the Manor Born, Bergerac, Howards' Way, Kavanagh QC y Midsomer Murders. También trabajó con Sir Laurence Olivier en el Teatro Nacional. 

## Filmografía

### Películas
| Año  | Título                                               | Personaje                      | Notas                                                               |
| ---- | ---------------------------------------------------- | ------------------------------ | ------------------------------------------------------------------- |
| 2005 | Ian Fleming: Bondmaker                               | Admiral Godfrey                | -                                                                   |
| 2004 | A Most Mysterious Murder - The Case of Charles Bravo | Sir William Gull               | junto a Nadia Cameron-Blakey                                        |
| 2002 | Shipman                                              | Dr. John Rutherford            | -                                                                   |
| 2000 | Longitude                                            | Surgeon                        | junto a Jeremy Irons, Michael Gambon, Gemma Jones & Anna Chancellor |
| 1996 | The Fragile Heart                                    | Surgeon                        | junto a Helen McCrory & Dominic Mafham                              |
| 1995 | Bliss                                                | Jeffrey Snowden                | -                                                                   |
| 1987 | Superman IV: The Quest for Peace                     | Tourist at Great Wall of China | junto a Christopher Reeve & Gene Hackman                            |
| 1983 | Born of Fire                                         | The Manager                    | junto a Peter Firth                                                 |
| 1969 | The Dance of Death                                   | Lieutenant                     | junto a Laurence Olivier                                            |

### Series de televisión
| Año         | Título                          | Personaje                   | Notas                                               |
| ----------- | ------------------------------- | --------------------------- | --------------------------------------------------- |
| 2004        | The Brief                       | Patrick Richards QC         | episodio "The Road to Hell"                         |
| 2001        | Swallow                         | Sir Terence                 | episodio # 1.1                                      |
| 2001        | Midsomer Murders                | Peter, Marquis of Ross      | episodio "The Electric Vendetta"                    |
| 2001        | Kavanagh QC                     | Andrew Cadogan              | episodio "The End of Law" - junto a Anna Chancellor |
| 1996        | The Legacy of Reginald Perrin   | Tim Ripley                  | episodio # 1.5                                      |
| 1986 - 1993 | Screen Two                      | Dr. Brauner & Anthony Evans | 2 episodios - junto a Daniel Craig                  |
| 1992        | Agatha Christie's Poirot        | Superintendent Carter       | episodio "The ABC Murders"                          |
| 1991        | Van der Valk                    | Markheim                    | episodio "A Sudden Silence"                         |
| 1988 - 1990 | Ruth Rendell Mysteries          | Mr. Browning                | 3 episodios                                         |
| 1985 - 1987 | Howards' Way                    | Colin Linsdale              | 11 episodios                                        |
| 1986        | Dramarama                       | -                           | episodio "Just a Game"                              |
| 1997        | Bergerac                        | Doctor                      | episodio "A Cry in the Night"                       |
| 1982        | Solo                            | Mr. Baines (solicitor)      | episodio # 2.4                                      |
| 1981        | To the Manor Born               | Julian Gayforth             | 2 episodios                                         |
| 1977        | The Professionals               | Cummings                    | episodio "Private Madness, Public Danger"           |
| 1976        | Victorian Scandals              | Lord Hubert de Burgh        | episodio "Skittles"                                 |
| 1975        | Edward the Seventh              | Augustus Paget              | episodio "Alix"                                     |
| 1974        | Jennie: Lady Randolph Churchill | Francis Knollys             | episodio "Jennie Jerome"                            |
| 1974        | Father Brown                    | John Godfrey                | episodio "The Curse of the Golden Cross"            |
| 1974        | Happy Ever After                | Under Manager               | episodio "The Hotel"                                |
| 1972 - 1973 | Colditz                         | P.O. Peter Muir             | 10 episodios                                        |
| 1972        | Love Story                      | Martin                      | episodio "Third Party"                              |